# Château de sable
Pour les articles homonymes, voir Château de sable (homonymie).

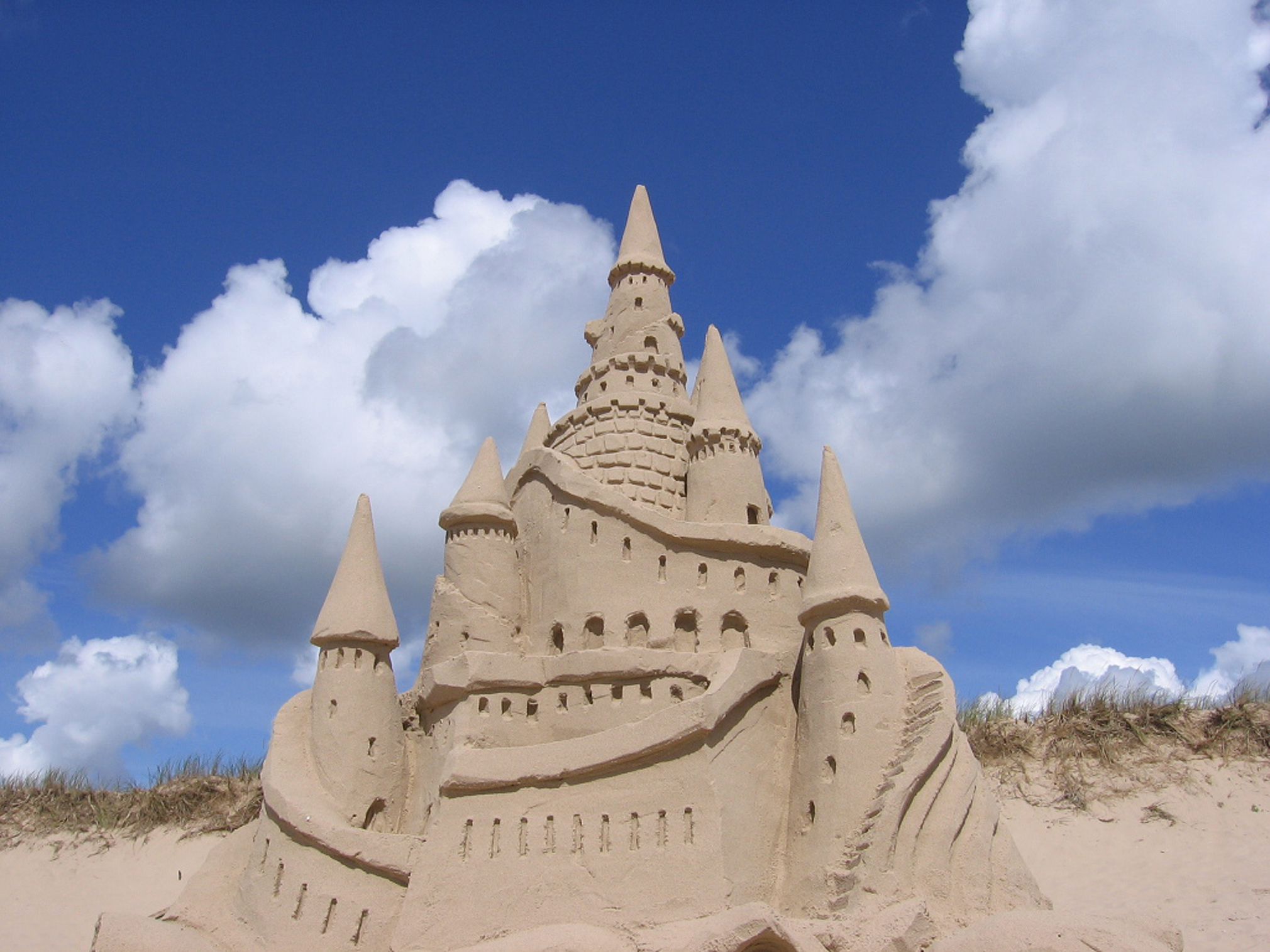
Un château de sable du concours des Îles-de-la-Madeleine.

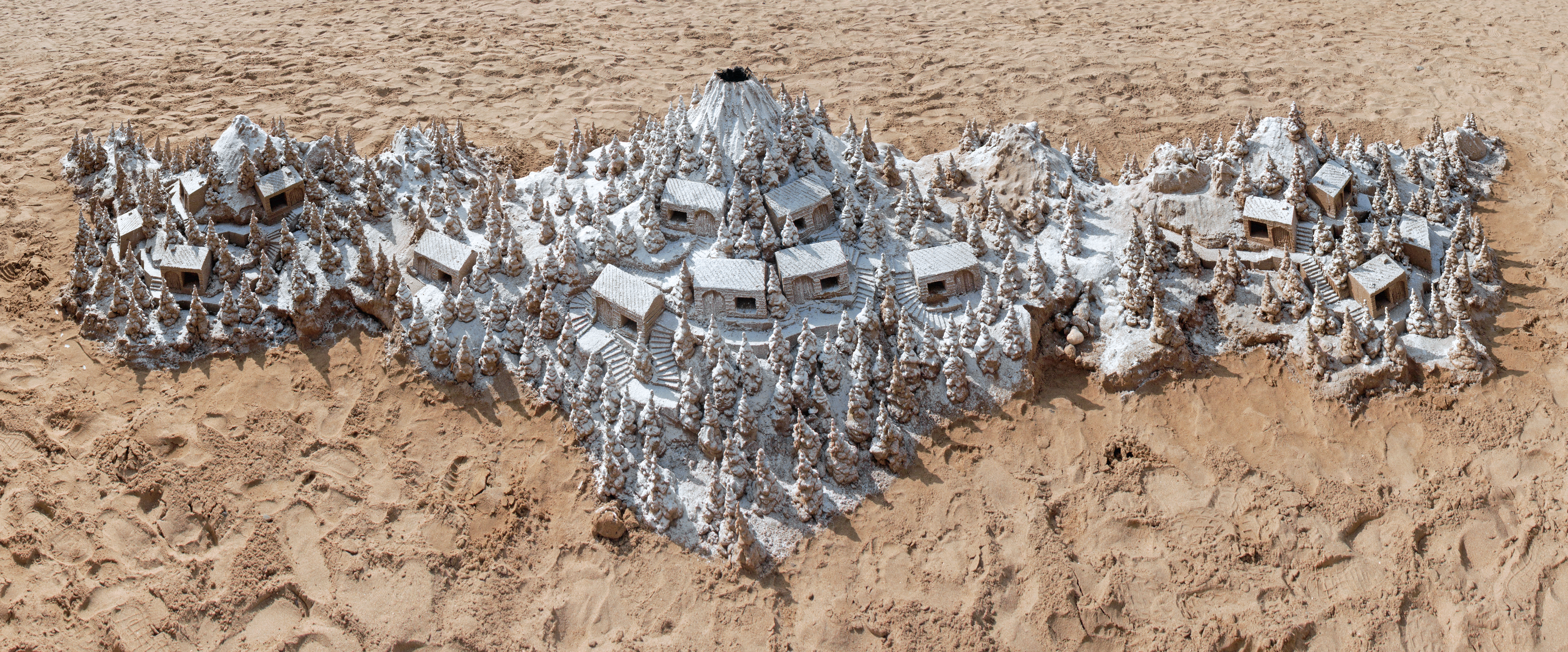
Une sculpture de sable, à Puerto de Mogán. Novembre 2016.

Un château de sable est une sculpture de sable, pouvant représenter une construction humaine (généralement un château) ou simplement être de forme quelconque : on peut alors difficilement le distinguer des sculptures de sable. Le site tout désigné pour sa construction est la plage, mais certains concours déplacent du sable jusqu'à leur site. Il s'agit généralement d'une construction éphémère, disparaissant au gré des vagues ou du vent, ou alors d'œuvres pérennes, préservées à l'aide de colles. Dans leur forme primaire, les châteaux de sable participent davantage du jeu ou de la socialisation que de l'art. S'inscrivant dans la nature, depuis les jeux d'enfants jusqu'aux œuvres sophistiquées, ils participent aussi du Land art. Il existe de nombreux festivals et de concours de châteaux ou de sculptures de sable dans le monde.

## Techniques de construction

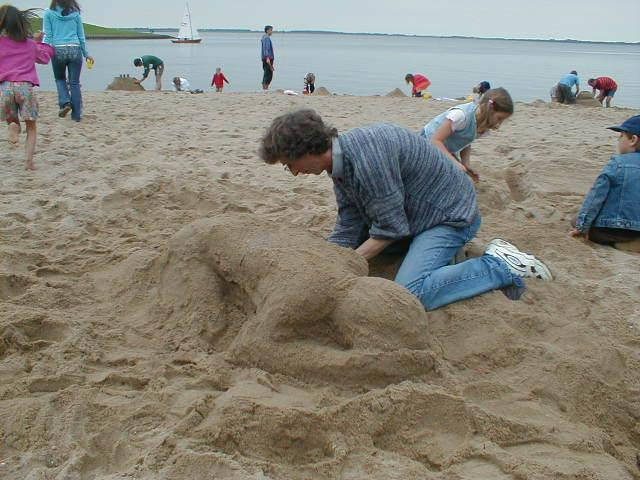
Constructeurs de tout âge à Dangast, en Allemagne.

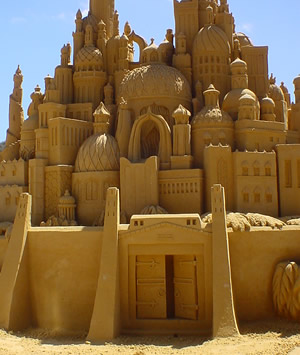
Château de sable sophistiqué, d'environ 3 mètres de hauteur, à Victoria, en Australie.

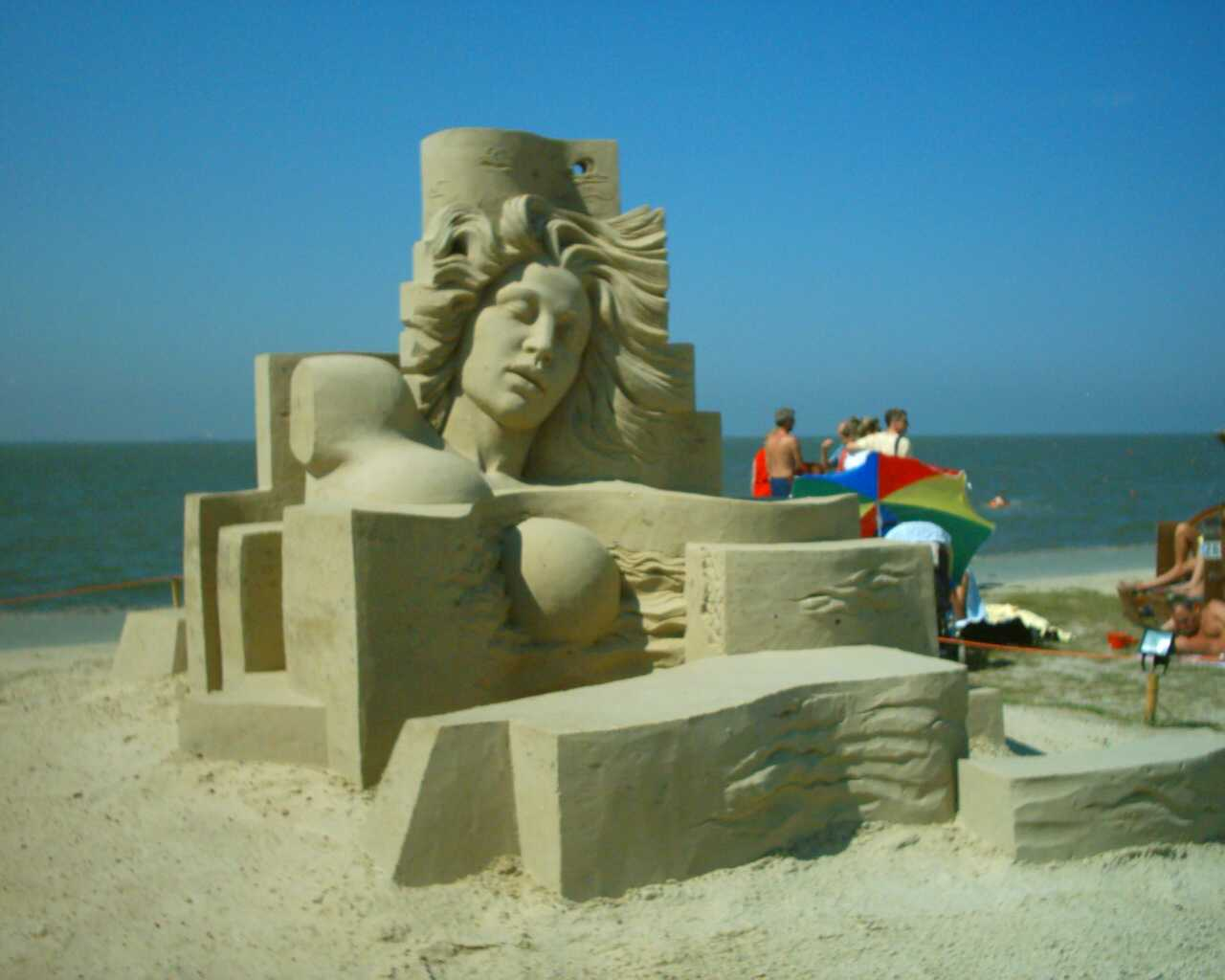
Sand Art Festival de Tossens, en Allemagne.

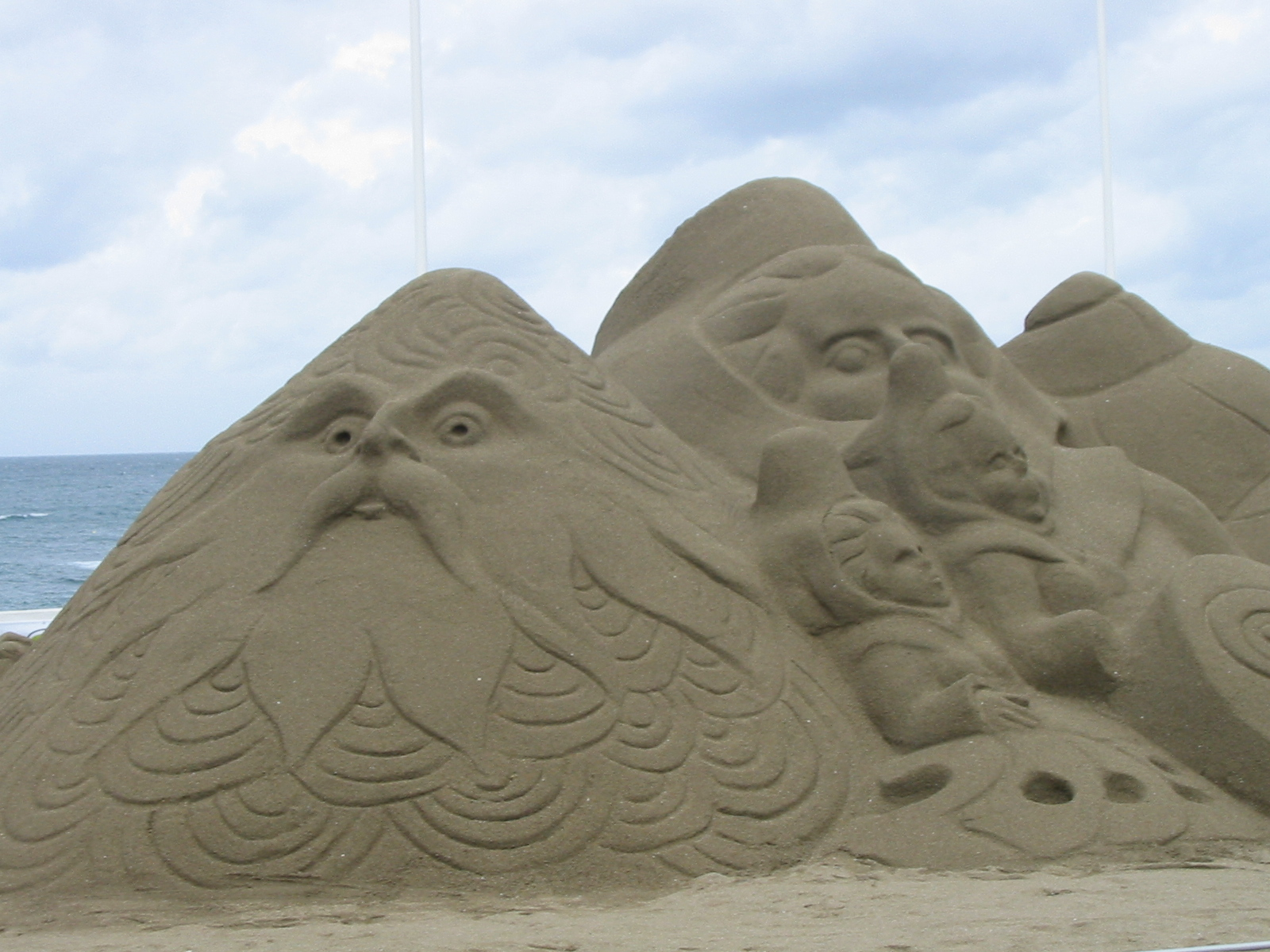
Celtes de sable à Saint-Quay-Portrieux.

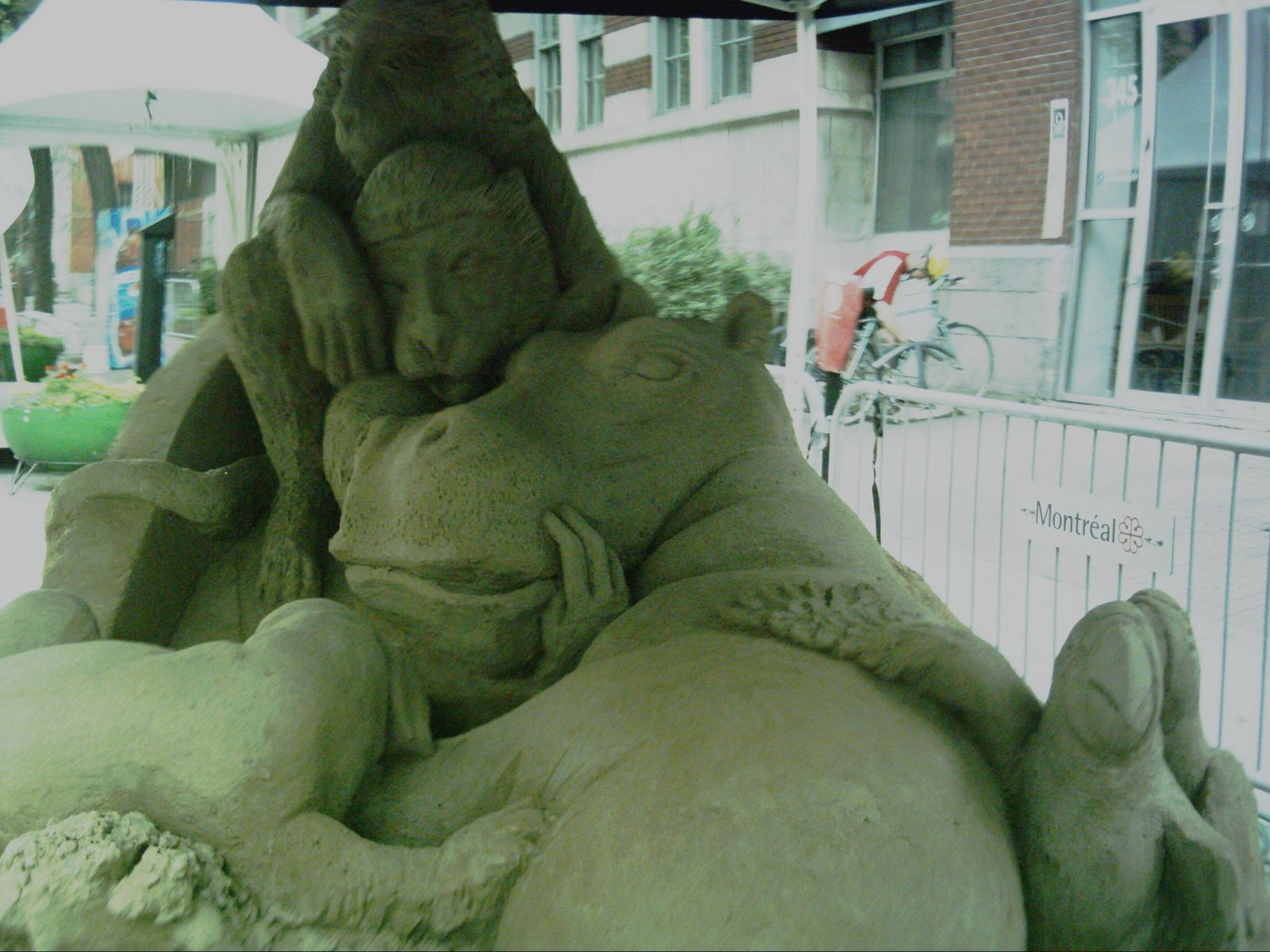
Animaux de l'Arche de Noé, Festival Juste pour rire, Montréal.

L'idéal est d'utiliser un sable légèrement humide le plus fin possible (celui des dunes étant meilleur que celui du bord de l'eau) et de travailler au coucher du soleil afin d'éviter que le sable ne sèche trop vite. L'humidité est essentielle car elle permet la cohésion des grains de sable entre eux.
La proportion idéale d’eau que doit contenir le sable pour construire de hauts châteaux de sable est d’environ 1 % en poids, ce qui correspond à « environ 50 seaux de sable pour un seau d’eau » selon le physicien Daniel Bonn, chercheur du CNRS.
- En 2011, le record du monde du château le plus haut était détenu par l’Américain Ed Jarrett, directeur de golf, qui a réalisé dans le Connecticut en 2011, grâce à 800 tonnes de sable et d'eau et avec l'aide de 1500 bénévoles, un édifice de 11,30 m de hauteur[4],[5]
- En 2014, le record est à Rusty Croft avec un édifice de 12,59 m construit au Brésil à Niteroi par Caterpillar[6],[5].
- En 2015, le record est détenu par Ted Siebert et 19 collaborateurs, avec un château de 13,97 m construit à Miami Beach[7],[8].
- En février 2017, le record est battu par Sudarsan Pattnaik en Inde, dans l'État de Odisha, par un château de  14,48 m réalisé en 11 jours avec l'aide de 45 étudiants[7],[8],[6].
- Le record de 2017 est un château de 16,68 m de hauteur réalisé en une semaine par la société Schauinsland-Reisen en Allemagne le 1er septembre 2017, qui a nécessité l'apport de 168 camions de sable[9].

## Concours de châteaux de sable

### EnAllemagne
- Le Sand Art Festival de Tossens, sur la mer du Nord.

### AuCanada
- Harrison Hot Springs, en Colombie-Britannique, capitale mondiale des sculptures de sable, est l'hôte du des championnats mondiaux de sculpture de sable, qui se tiennent sur les abords du lac Harrison pendant le mois de septembre.
- Le Concours des châteaux de sable des îles de la Madeleine, a lieu tous les ans sur la plage du Sandy Hook (île du Havre Aubert), au mois d'août, depuis 1986. C'est le plus important concours amateur du monde.
- Le Concours international de châteaux de sable de Montréal, se tient, depuis 1991, au parc Lafontaine, en août.
- Le Concours de Châteaux de Sable de Saint-Anne-de-Portneuf, en Haute Côte-Nord, se déroule en juillet, sur la plage du Belvédère de Sainte-Anne-de-Portneuf. Il a vu le jour en 2000.
- La Magie des châteaux de sable de La Corne, en Abitibi se déroulent en août, au centre communautaire. Le concours fut lancé en 2003.
- Le Concours de châteaux de sable de Gaspé, en Gaspésie se déroule en août, sur la plage de Haldimand. Le concours fut lancé en 1994.
- L'événement Merveilles de sable de Gatineau, en Outaouais se déroule chaque année en fin juillet, au parc du Lac-Beauchamp. Le festival offre un concours de sculpture de sable professionnel, amateur et famille. L'événement a vu le jour en 2001 et réunit des sculpteurs de calibre international façonnant plus de 200 tonnes de sable pour composer des structures gargantuesques.
- Concours de sculptures de sable de Sainte-Luce. À la fin du mois de juillet, la plage de Sainte-Luce dans le Bas-St-Laurent est prise d’assaut par de valeureux pelleteurs de sable qui s’affrontent dans un concours à la fois convivial et artistique depuis 1994.

### EnÉquateur
Concours annuel de châteaux de sable de Cabanas la Chantalita, à la Playa San José, Montecristi, province de Manabi en Équateur, Première Édition, du 21 au 23 février 2009, lors du Carnaval 2009.

### AuxÉtats-Unis
- Le Sandfest, à Seattle, dans l'État de Washington, se déroule dans le Westlake Park.

### EnFrance
- Grand concours de châteaux de sable sur la plage de Sausset-les-Pins, près de Marseille.

### EnRussie
- Le Zoo de Moscou organisa, sous le thème animalier, un festival international de sculptures de sable en 2005.

## Galerie: châteaux de sable amateurs hors concours

Châteaux de sable d'enfants (petits et grands) de par le monde
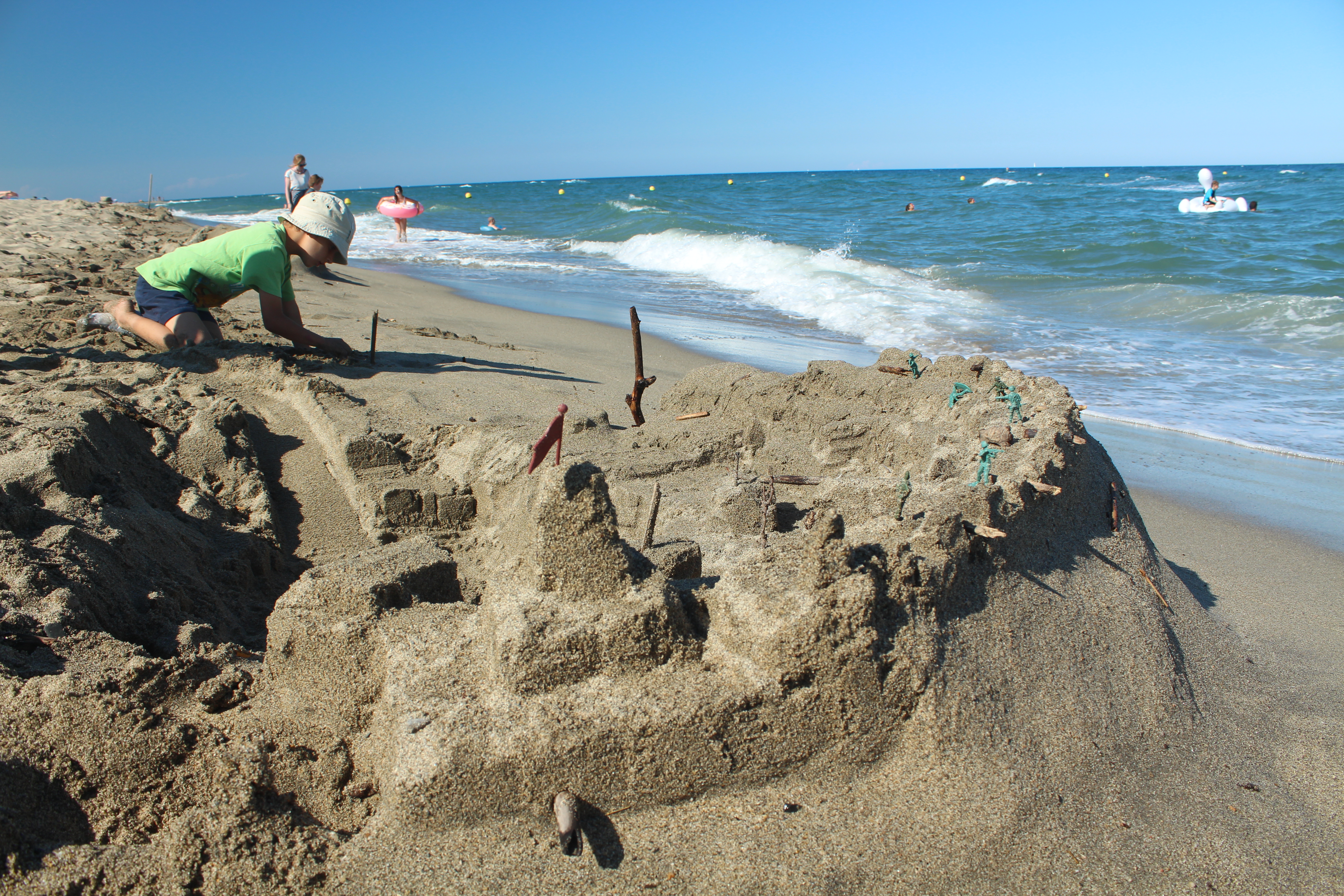
Sur une plage française.
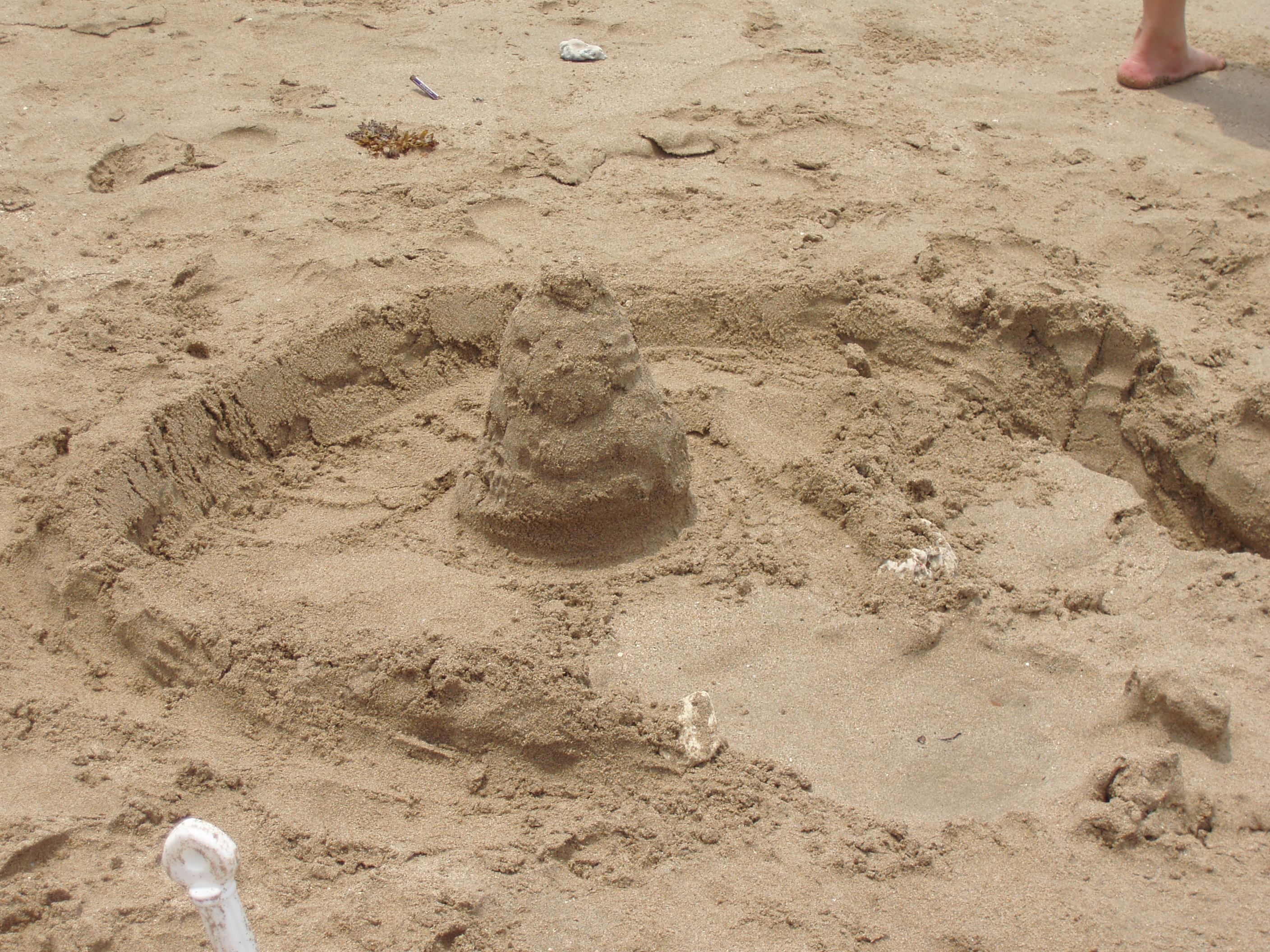
À Kenting (Taïwan).
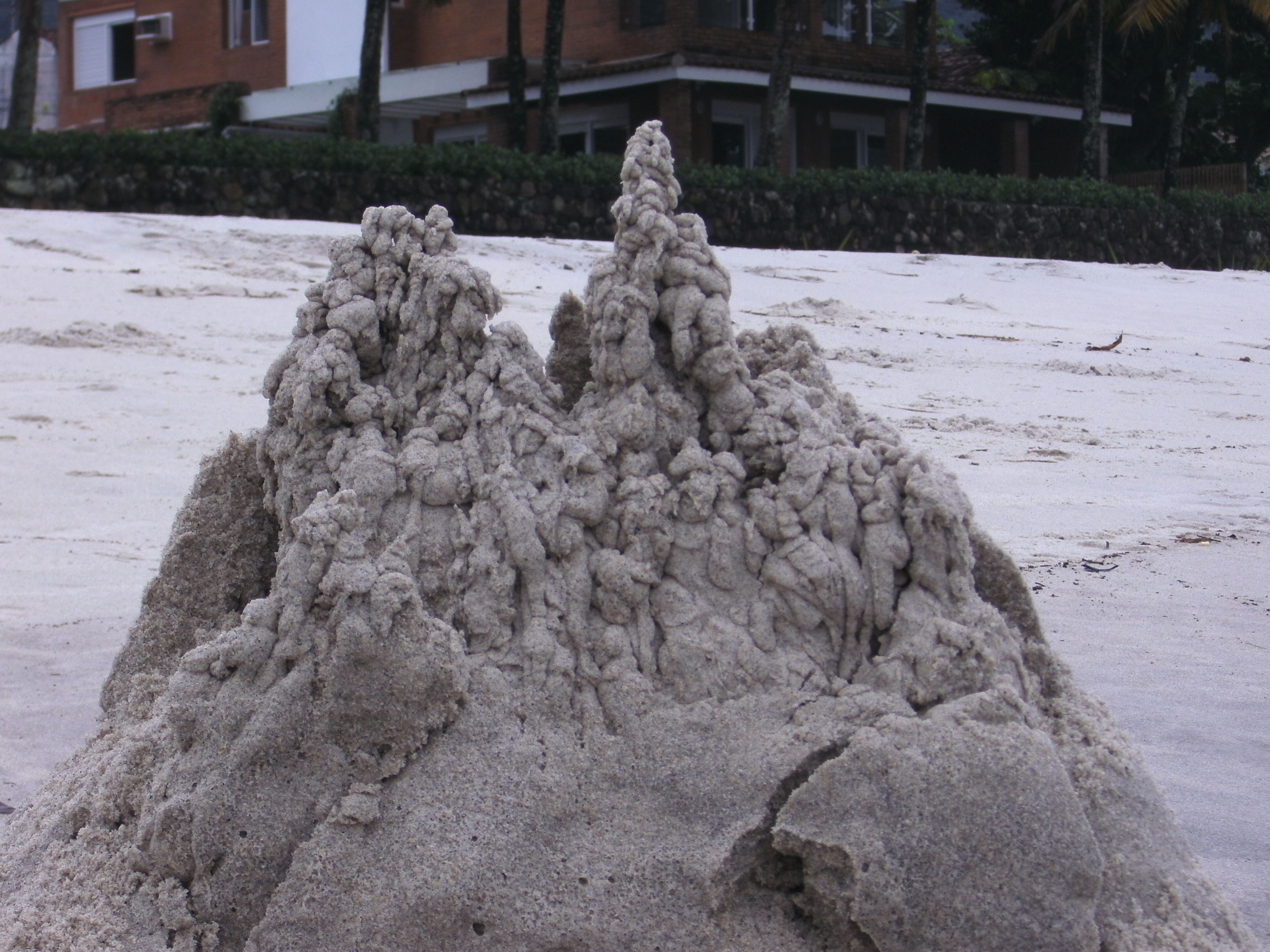
À Maresias, municipalité de São Sebastião (Alagoas), au Brésil.
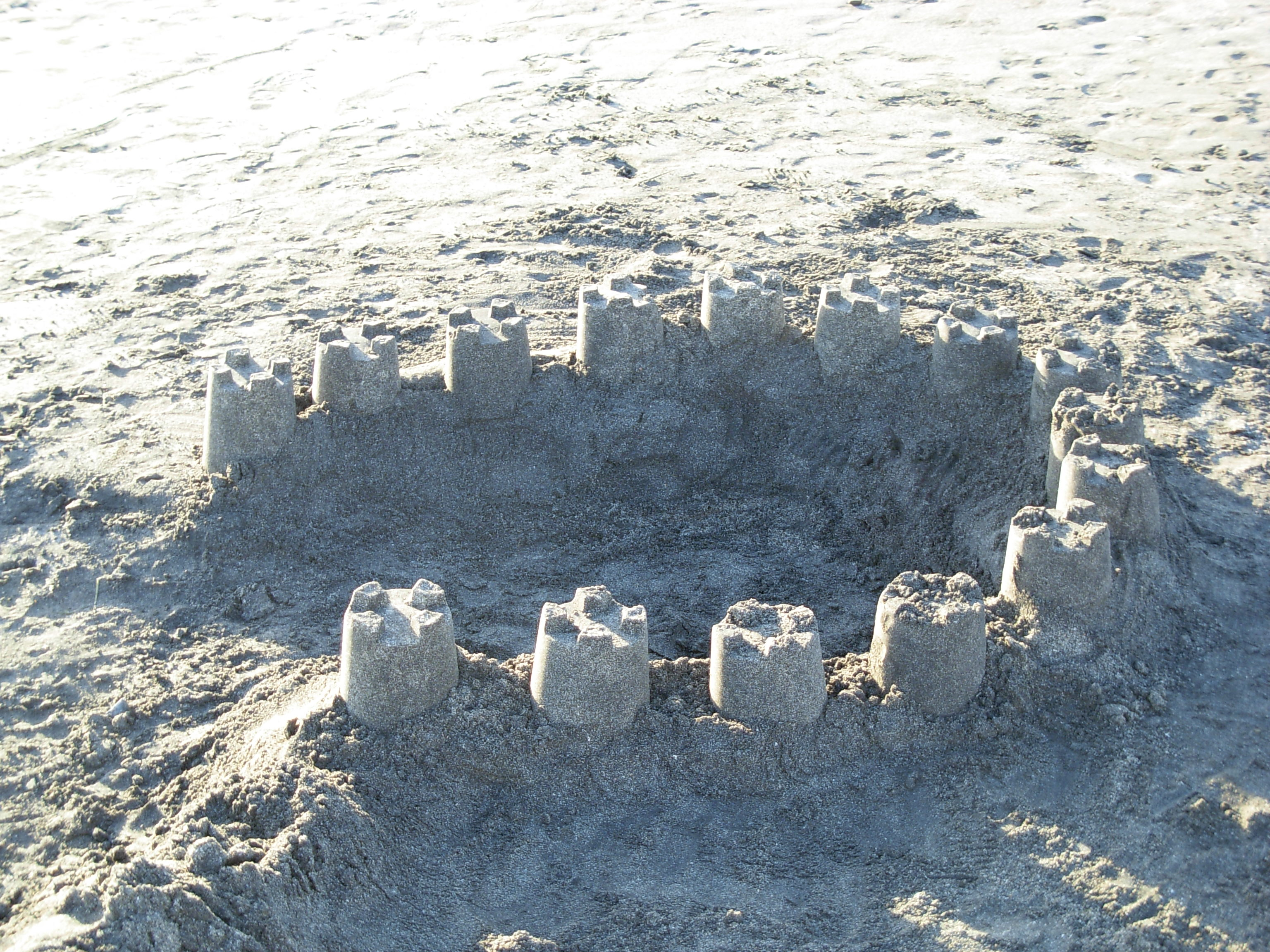
À Tenerife.
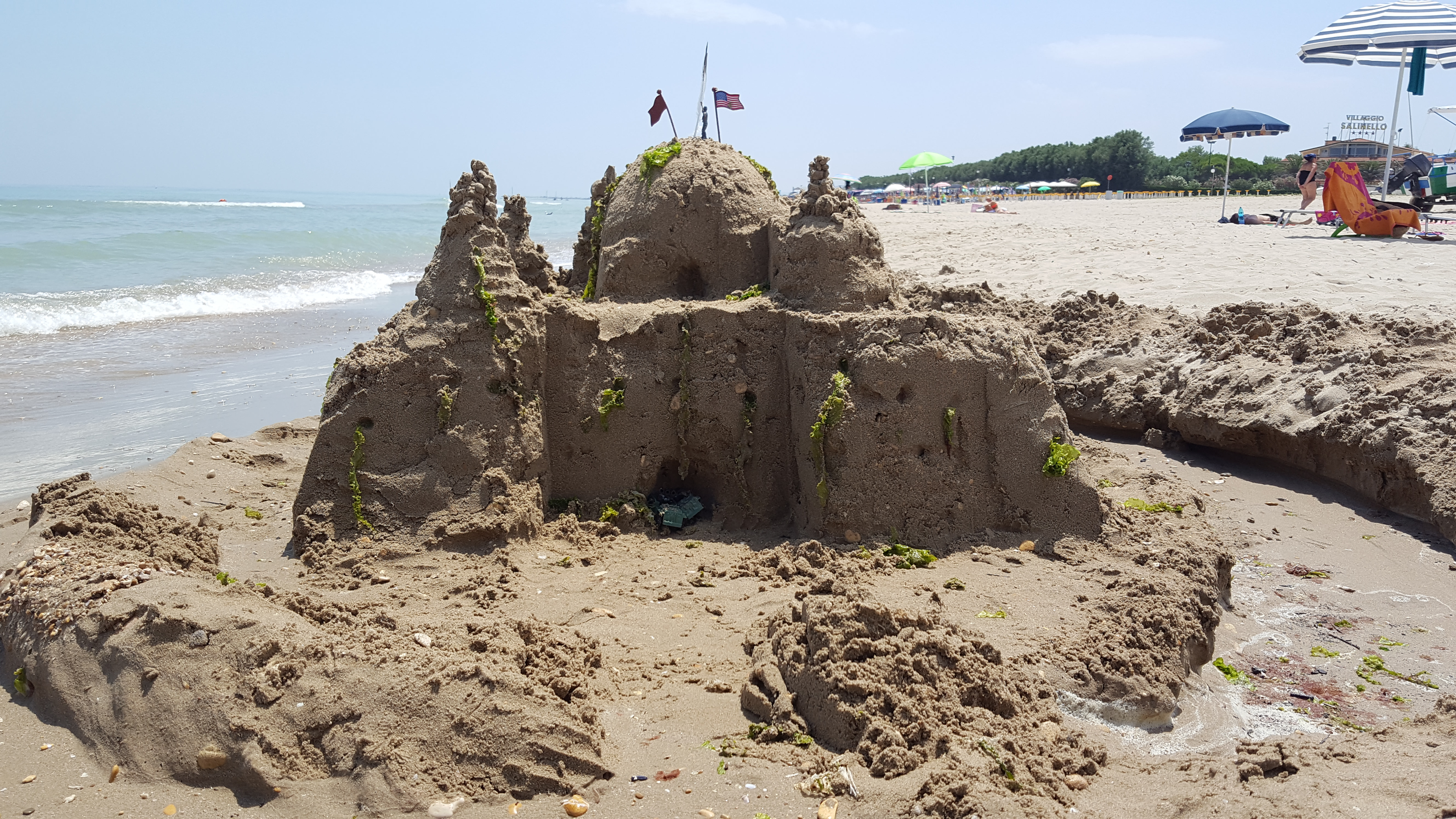
Sur une plage de l'Adriatique.
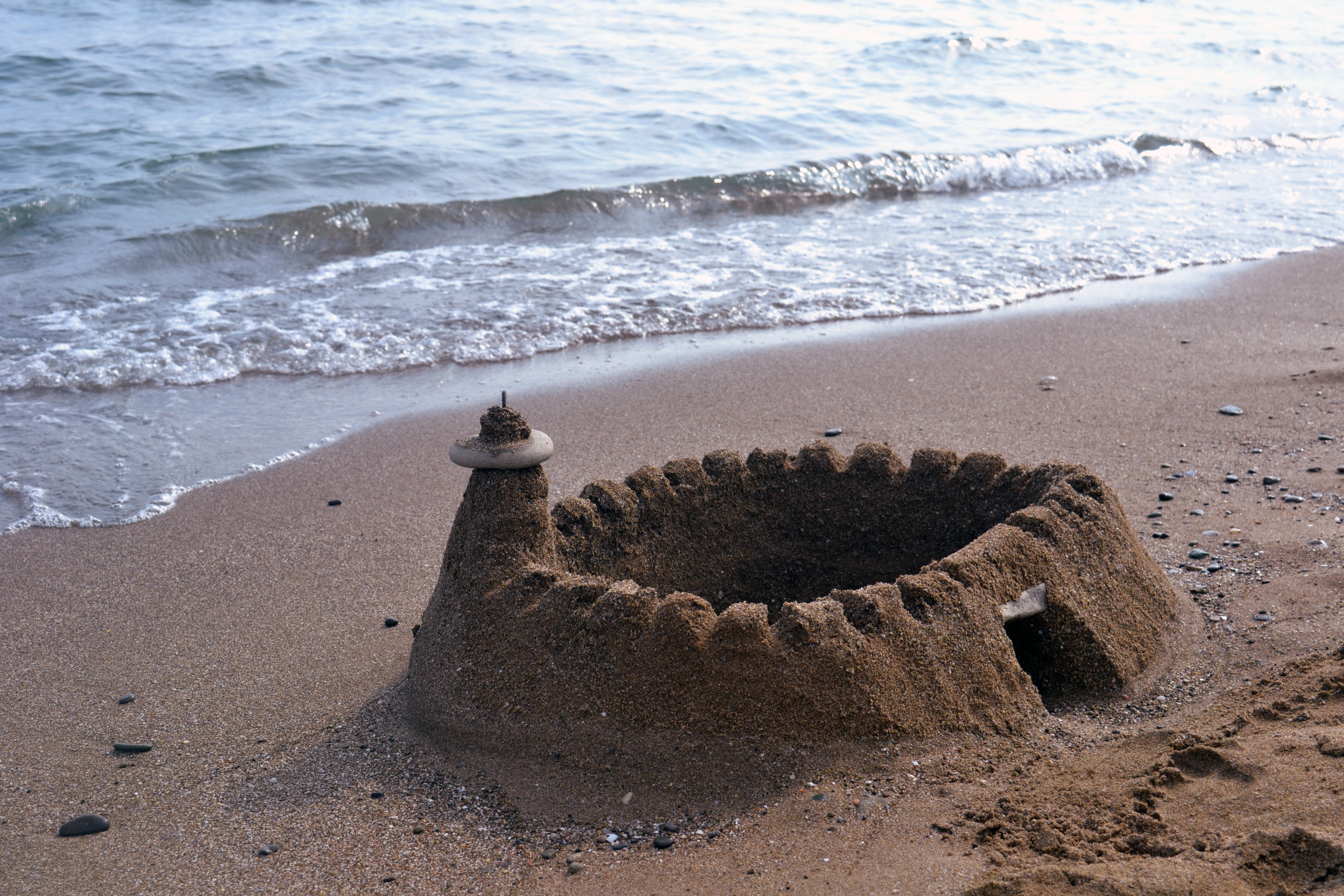
Sur une plage russe.
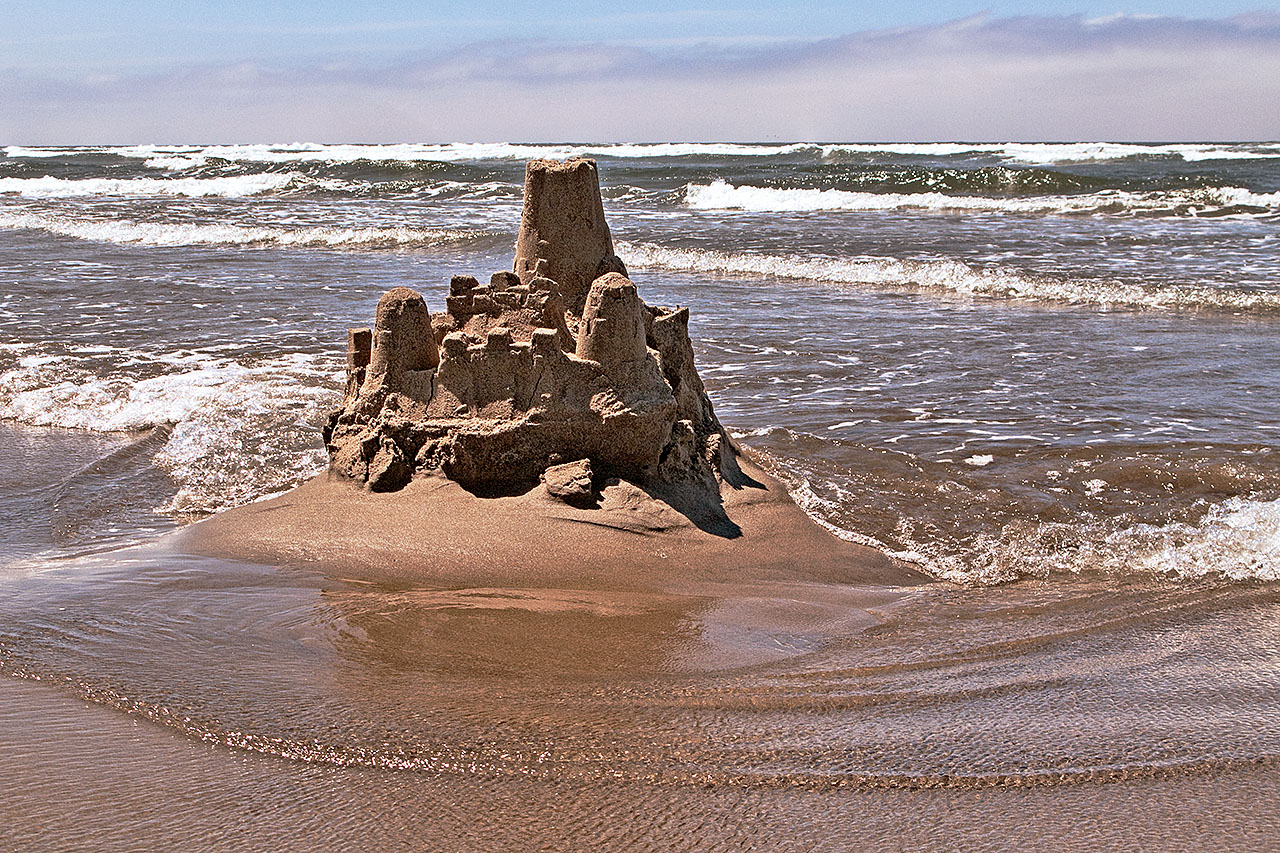
Affrontant les flots à Cannon Beach (Oregon, côte Pacifique des États-Unis).
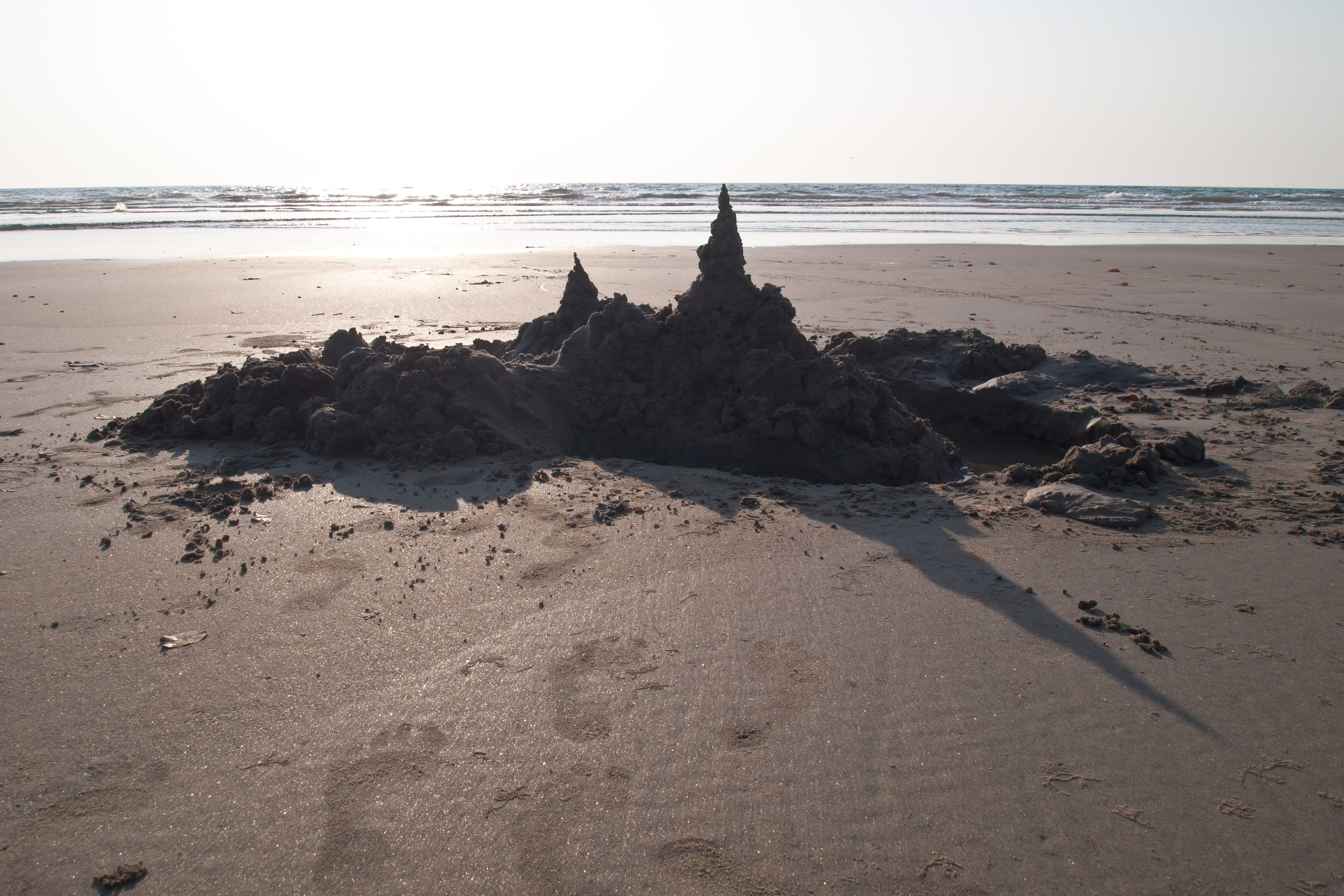
Sur une plage de Mandrem (Goa, côte occidentale de l'Inde sur la mer d'Arabie).
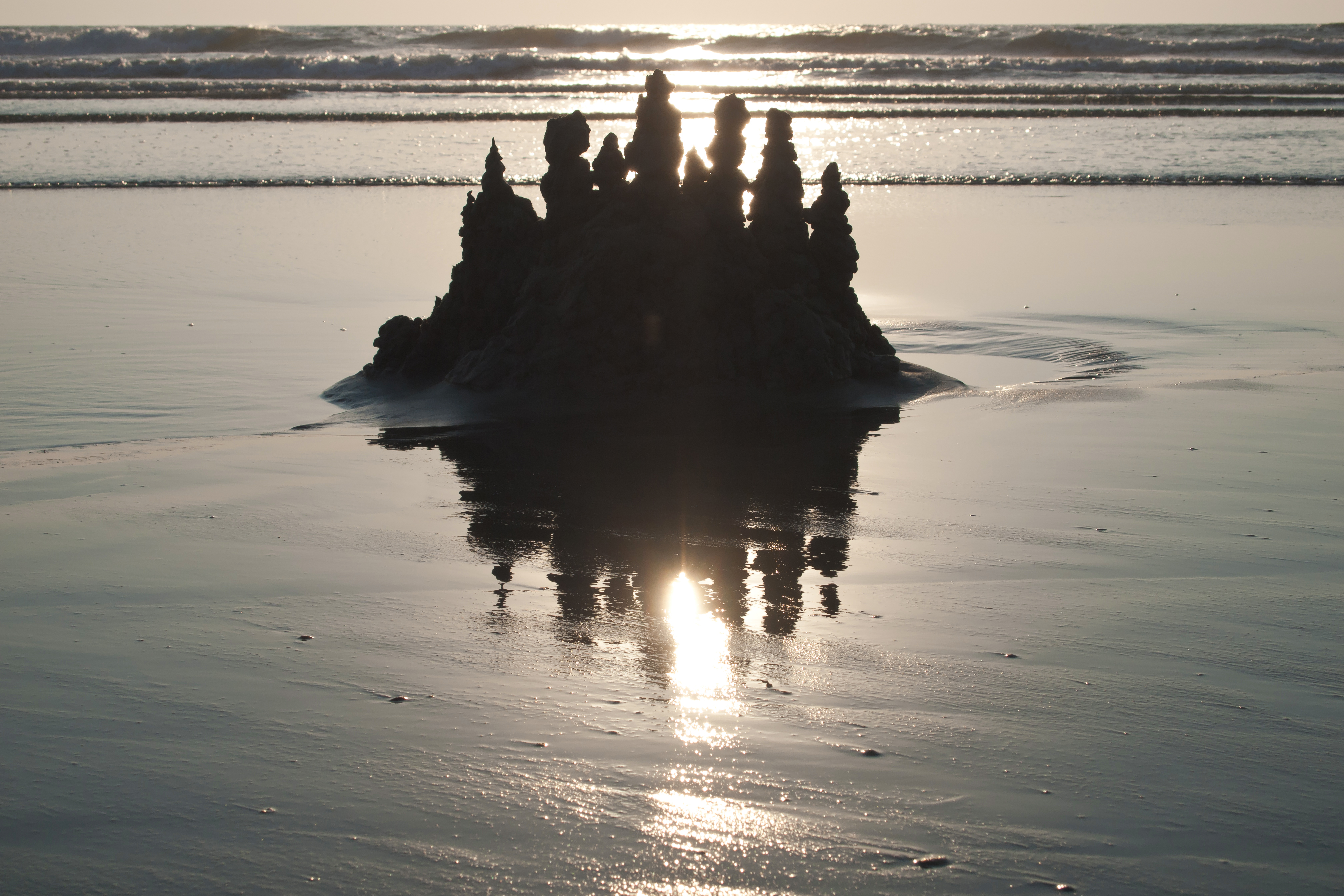
Toujours à Mandrem (Goa), au crépuscule (le large est à l'ouest : le soleil se couche).